# Макс (пас)
Макс (енгл. Max) био је пас који је према Гинисовој књизи рекорда најстарији пас у историји. Његов власник је била Џејн Дероун. У августу 2009. је његова старост потврђена. Он је тада био 3 године старији од пса Пусукеа који је тада био најстарији живи пас на свету. 15. маја 2013, Макс је проглашен за најстаријег пса у историји, али само 3 дана касније је преминуо са 29 година и 282 дана.